# Wild Company

Wild Company est un film américain réalisé par Leo McCarey, sorti en 1930.

## Synopsis
Wastrel Larry Grayson gaspille couramment la fortune de son père, Henry Grayson, dans un bar clandestin où chante Sally Curtis. Le gangster Joe Hardy ordonne à Sally de se lier d’amitié avec Larry afin qu’il puisse lui soutirer de l'argent. Après une altercation, Larry finit par être accusé du meurtre par balle du propriétaire d’une boîte de nuit, Felix Brown. À l’issue d’un procès pénal, le jeune homme est condamné à une peine avec sursis ainsi que d'assister à une conférence sur la façon dont les jeunes enfreignent la loi.

## Fiche technique
- Titre original : Wild Company
- Titre français : Wild Company
- Réalisation : Leo McCarey
- Scénario : Bradley King et John Stone
- Costumes : Sophie Wachner
- Photographie : L. William O'Connell
- Son : Alfred Bruzlin
- Musique : Cliff Friend, Jack Meskill et James V. Monaco
- Direction artistique : Stephen Goosson
- Montage : Clyde Carruth
- Production : Al Rockett
- Société de production : Fox Film Corporation
- Société de distribution : Fox Film Corporation
- Pays d'origine :  États-Unis
- Langue : Anglais
- Format : 1.20 : 1, 35 mm, noir et blanc
- Durée :  71 minutes
- Date de sortie : 5 juillet 1930

## Distribution
- Frank Albertson : Larry Grayson
- Joyce Compton : Anita Grayson
- Sharon Lynn : Sally Curtis
- H. B. Warner : Henry Grayson
- Richard Keene : Dick
- Frances McCoy : Cora Diltz
- Kenneth Thomson : Joe Hardy
- Claire McDowell : Mrs. Laura Grayson
- Mildred Van Dorn : Natalie
- Bob Callahan : Eddie Graham (comme Bobby Callahan)
- Bela Lugosi : Felix Brown
- George Fawcett : juge